# Замок Балвені

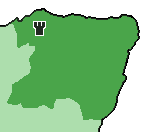
Розташування

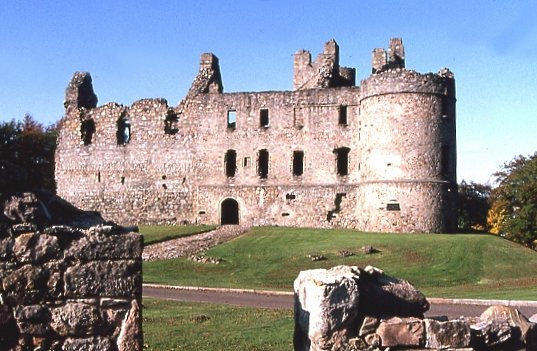
Замок іззовні

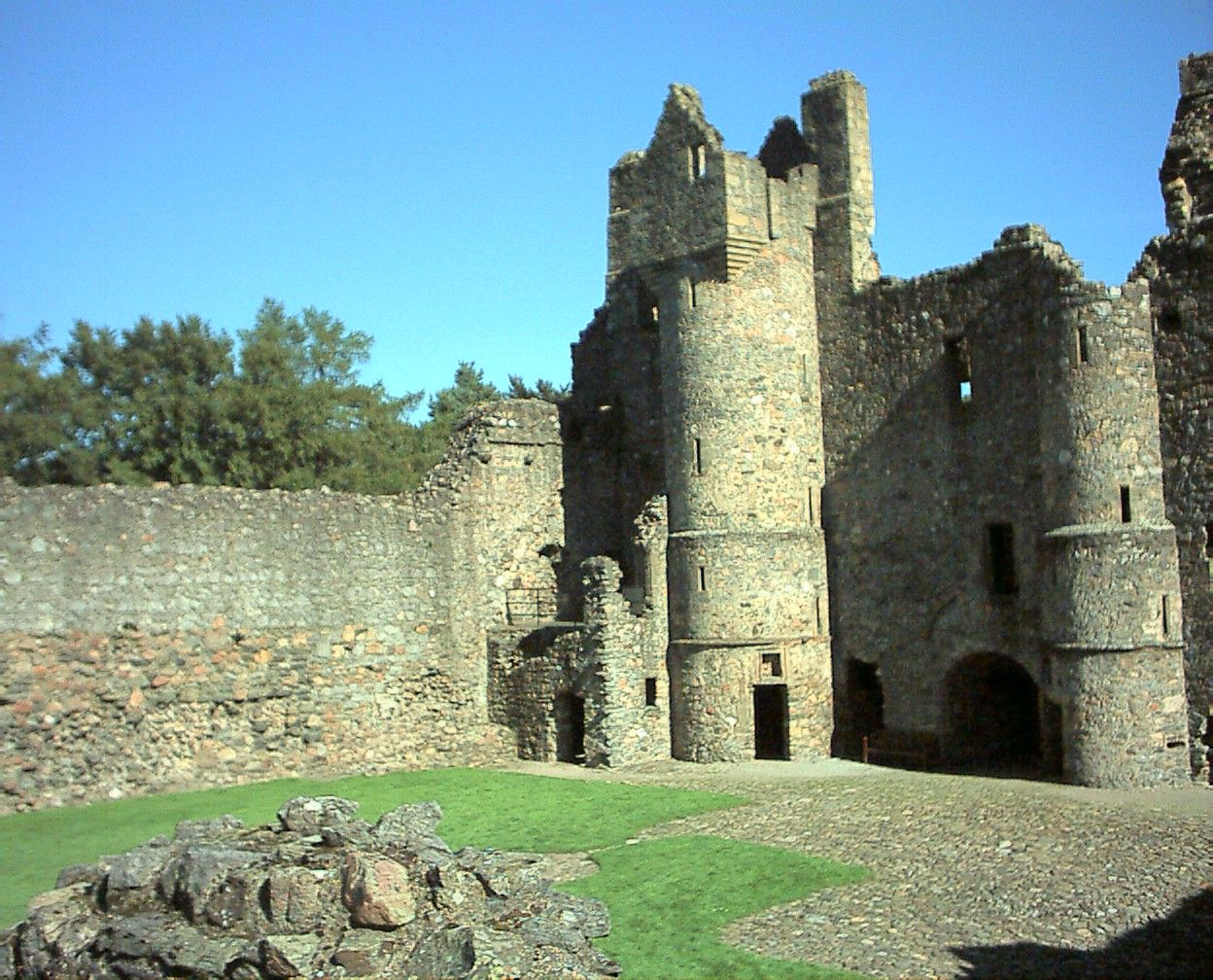
Всередині замку

Замок Балвені (англ. Balvenie) знаходиться в області Морей в Шотландії.
Замок Балвені розташований в милі на північ від Дуффтауна. Перша згадка про нього відноситься до 1200-их років, коли Марджорі, дочка Фергуса, останнього кельтського графа Бухан, вийшла заміж за Вільяма Коміна, одного з представників нових шотландських аристократів. Він і став новим графом, а також прийняв титул лорда Балвені. Вільям (або його син Олександр) і побудував цей замок в Глен Фіддісі.
На початку XIII століття Комін посварилися з королем Робертом Брюсом і до початку 1400-их років, доля Балвені неясна. На початку XV століття замок опинився в руках могутньої родини Чорних Дугласів. Але і вони канули в лєту в марній боротьбі з королем Джеймсом II в 1455 році. Він у свою чергу передав Балвені одному зі своїх родичів.
Стюарти перебудували замок, зробивши його вельми комфортним для проживання, а в 1550 році граф Атолл прилаштував до замку витончений, у стилі епохи Відродження будинок. Королева Марія Стюарт гостювала тут у вересні 1562 р. Замок Балвені не зміг витримати випробування часом і встигати за мінливих модою. Поблизу був збудований новий, більш комфортний будинок, і до 1720 р. замок був покинутий його мешканцями і поступово став руйнуватися.

## Інформація для відвідувачів
Замок відкритий з квітня по вересень щодня з 9,30 до 18,30. 

Дорослий квиток: £ 3.00. Дитячий квиток: £ 1.30.